# Kirch Mulsow
Kirch Mulsow är en ortsteil i kommunen Carinerland i Landkreis Rostock i förbundslandet Mecklenburg-Vorpommern i Tyskland. Kirch Mulsow var en kommun fram till 26 maj 2019 när den uppgick i Carinerland. Kommunen Kirch Mulsow hade 298 invånare 2019.